# 90 degrés à l'ombre
Pour plus de détails, voir Fiche technique et Distribution.
90 degrés à l'ombre est un court métrage français de Norbert Carbonnaux réalisé en 1951.

## Synopsis
Le problème de l'alcool en France. Le rôle de l'état représenté par des scènes satiriques jouées. Totale anarchie de la production, excès de production, "les bonnes années", exportation, importation…..

## Fiche technique
- Réalisation : Norbert Carbonnaux
- Distribution : Sofradis
- Pays :  France
- Format : Noir et blanc
- Genre : Court métrage
- Métrage : 534 m
- Année : 1951

## Distribution
- Christian Duvaleix
- Louis de Funès